# Gilbert Forray
Gilbert Forray, né le 16 février 1930 à Paris (France) et mort le 15 mai 2017 à Clamart (France), est un militaire de carrière français. Général d'armée, il est chef de l'état-major particulier du président de la République du 1er août 1985 au 30 juillet 1987, secrétaire général de la défense nationale du 31 juillet 1987 au 15 novembre 1987, chef d'état-major de l'armée de terre du 16 novembre 1987 au 1er juillet 1991 et enfin grand chancelier de la Légion d'honneur du 5 juin 1992 au 3 juin 1998.

## Biographie

### Formation
Après des études au lycée Janson de Sailly à Paris, Gilbert Forray intègre à 18 ans l'École spéciale militaire de Saint-Cyr (promotion Général Frère, 1948-1950).

### Carrière militaire
Gilbert Forray choisit les Troupes de marine (section infanterie) à l'issue de sa formation et est affecté au 6e régiment de tirailleurs sénégalais, stationné au Maroc. Il est ensuite projeté en Indochine avec le 26e bataillon, où lui est confié le commandement d’une unité de commando au Nord Vietnam. De retour en France, il prend le commandement d’une section d'élèves sous-officiers de l'École militaire de Cherchell en décembre 1954, puis participe à la guerre d'Algérie au sein du 11e régiment d’infanterie coloniale.
Promu capitaine, il reçoit ensuite le commandement de la promotion des élèves officiers de l'Académie royale du Laos en 1957. Après avoir été breveté d'état-major en 1961, il est chargé de diriger l’instruction du 43e RBI. Après cette période, il est ensuite intégré au Groupe d’études générales de l'état-major de l'Armée de terre (EMAT).
Gilbert Forray est breveté de l'École supérieure de guerre. De 1972 à 1974, il est chef de corps du 5e régiment interarmes d'outre-mer, stationné à Djibouti. Il est ensuite chef du Service d'informations et de relations publiques des armées (SIRPA). Promu général de brigade en 1978, il prend le commandant la troisième brigade mécanisée à Wittlich en République fédérale d'Allemagne, puis est nommé adjoint opérationnel au général commandant la première division blindée à Trèves (Forces françaises en Allemagne).
Il commande les écoles de Saint-Cyr Coëtquidan de 1980 à 1983 et la Force d'action rapide (FAR) de 1984 à 1985.

### Chef d'état-major
Le 1er août 1985, Gilbert Forray est nommé  chef de l'état-major particulier du président de la République et élevé aux rang et appellation de général d'armée.
Il est ensuite nommé le 31 juillet 1987 secrétaire général de la défense nationale, mais n'occupe ce poste que quelques mois. Il est en effet nommé chef d'état-major de l'armée de terre le 16 novembre 1987, et le reste jusqu'au 1er juillet 1991.

### Autres fonctions
Après son départ de l'Armée de terre, il est nommé conseiller d'État en service extraordinaire du 11 avril 1991 au 15 juillet 1992.
Gilbert Forray est enfin grand chancelier de la Légion d'honneur et chancelier de l'ordre national du Mérite du 5 juin 1992 au 3 juin 1998,. À ce titre, il présente le grand collier de la Légion d'honneur à Jacques Chirac lors de son investiture, le 17 mai 1995.
Le 27 octobre 2007, il est élu membre titulaire de l'Académie des sciences d'outre-mer, en succession du général Alain de Boissieu, au sein de la première section.
Il meurt le 15 mai 2017 à l'hôpital d'instruction des armées Percy de Clamart,,. Les honneurs militaires lui sont rendus le 18 mai 2017 dans la cour d'honneur des Invalides, en présence de diverses hautes autorités civiles et militaires, dont le grand chancelier Benoît Puga, ainsi que d'une délégation de saint cyriens et d'élèves des Maisons d'éducation de la Légion d'honneur. Une cérémonie d'hommages est ensuite célébrée à la cathédrale Saint-Louis ; son éloge funèbre est prononcé par le général d'armée Maurice Schmitt.

## Distinctions
Gilbert Forray a obtenu de nombreuses distinctions et honneurs :
- Il est nommé en 1990 caporal honoraire - matricule 178569 bis de la Légion étrangère
- Membre de la Société des Cincinnati.
- Il est président du "comité français de la route Washington Rochambeau".
- Titulaire de sept citations dont une à l'ordre de l'armée, et a été blessé à deux reprises[14].
- Il reçoit en 2003 le prix Richelieu Senghor il reçoit pour sa contribution et au rayonnement de la langue française[15].

## Décorations
|  |  |  |  |
|  |  |  |  |
|  |  |  |  |
|  |  |  |  |
|  |  |  |  |
|  |  |  |  |
|  |  |  |  |
|  |  |  |  |
|  |  |  |  |
|  |  |  |  |
|  |  |  |  |

## Publications
- Pour quelques arpents de neige, Apolline, 2000, 265 p.  (ISBN 2-8455-6013-3).
  - Prix du maréchal-Foch 2001 de l'Académie française et prix Claude-Farrère des Écrivains combattants.
- La route de Yorktown, Chiron, 2003, 271 p.  (ISBN 2-7027-0777-7).
  - Adapté en bande dessinée : La route de l'Indépendance : De Versailles à Yorktown, dessin Philippe Cenci, scénario Louis-Bernard Koch, Éditions du Triomphe, coll. « Le vent de l'histoire », 2009, 42 p.  (ISBN 978-2-84378-324-1).
- Et si New York avait parlé français, Economica, 2006, 404 p.  (ISBN 2-7178-5237-9).
- Juste un après-midi, Société des écrivains, 2007, 96 p.  (ISBN 978-2-7480-3284-0).
- La route d'Austerlitz, Guéna, 2009, 447 p.  (ISBN 978-2-918320-01-2).
- Les débarquements en Angleterre : De César à Hitler, Economica, coll. « Campagnes & stratégies » (no 86), 2010, 334 p.  (ISBN 978-2-7178-5920-1).
- La stratégie de l'audace (14 cas concret), Economica coll., 2013  (ISBN 978-2-7178-6548-6).
- La défense française face à la montée des périls, Economica, 2015  (ISBN 2717867813).